# Phönix C.I
Le Phönix C.I est un avion de reconnaissance biplan de la Première Guerre mondiale. Il s'agit la version produite par Phönix Flugzeugwerke de Hansa Brandenburg C.I.
Construit selon le même cahier des charges que l'Ufag C.I, il avait bizarrement des performances différentes.
Il décollait relativement rapidement, montait assez bien, et ce jusqu'à une altitude correcte. par contre, sa vitesse était insuffisante et sa maniabilité décevante.
Le Phönix fut utilisé surtout pour la reconnaissance à haute altitude.
Il arriva au front en avril 1918.
Il fut construit, après la guerre, sous licence en Suède à 30 exemplaires qui restèrent en service jusqu'en 1920.